# Charnwood
Charnwood es un distrito no metropolitano con el estatus de municipio, ubicado en el condado de Leicestershire (Inglaterra). Tiene una superficie de 279,06 km². Según el censo de 2001, Charnwood estaba habitado por 153 462 personas y su densidad de población era de 549,92 hab/km².